# Lép

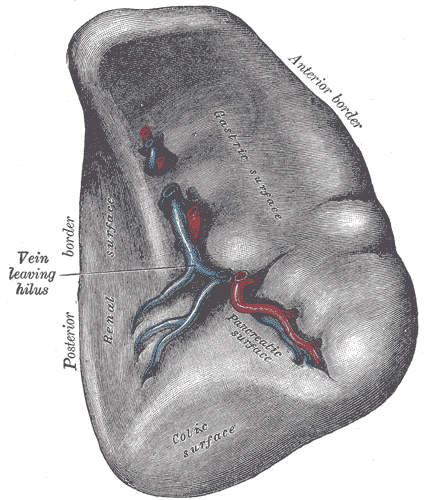
A lép (lien) visceralis (zsigeri) felszíne.

A lép (lien, splen) hosszúkás,  tömött tapintású, körülbelül 150-200 g tömegű szivacsos szerkezetű nyirokszerv.

## Elhelyezkedése
A bal bordaív alatt, a IX-XI. borda között, a gyomor, a bal vese és a rekeszizom között helyezkedik el. Felszínét fénylő, sima, tükröző hashártya fedi, amely a gyomor nagygörbületéről húzódik a lép felé, melyet ligamentum gastrolienalénak neveznek. A lépnek két felszíne van: a facies diaphragmatica domború és a rekesz felé néz, a másik a facies visceralis, amely a gyomor és a bal vese felé tekint.

## Szerkezete
A lépet simaizomban gazdag kötőszövetes tok veszi körül (capsula lienis), amelyből gerendák (trabeculae) futnak a lép állományába. A trabeculák közötti teret részben retikuláris kötőszövetes alapváz, melyben nyiroktüszők épülnek be (Malpighi-féle testek), részben egy sajátságos hálózatos üregrendszer (sinus) tölti ki. A sinus fala különleges endothelsejtekből áll (dongasejtek), melyek kellő ingerre egymástól képesek eltávolodni, és így a reticuláris alapváz és a sinus rendszere között a vér közlekedhet.
A truncus coeliacus mellékága az arteria lienalis, amely a lép kapuján (hilus lienis) seprűszerűen oszolva nyomul be a lépbe, ágai a trabeculák útját felhasználva lépnek ki az intertrabeculáris térbe, átfúródnak az itt lévő nyiroktüszőkön, majd ecsetszerűen elágaznak (arteriae penicilli), ezek végágai sinusokba ömlenek, amelyeket dongasejtek bélelnek. A sinusok a vena lienalisba folytatódnak, amely a vena portae-ba torkollik.

## Funkciói
- az elöregedett vörösvértestek lebontása
- vérraktár
- limfocitákat termel
- fontos szerepe van az immunanyagok termelésében
- különböző anyagok tárolása, ha ezek valamilyen betegség folytán felszaporodnak a szervezetben (glikogén, foszfatida, cerebrosida, koleszterin)

## Kiegészítő képek

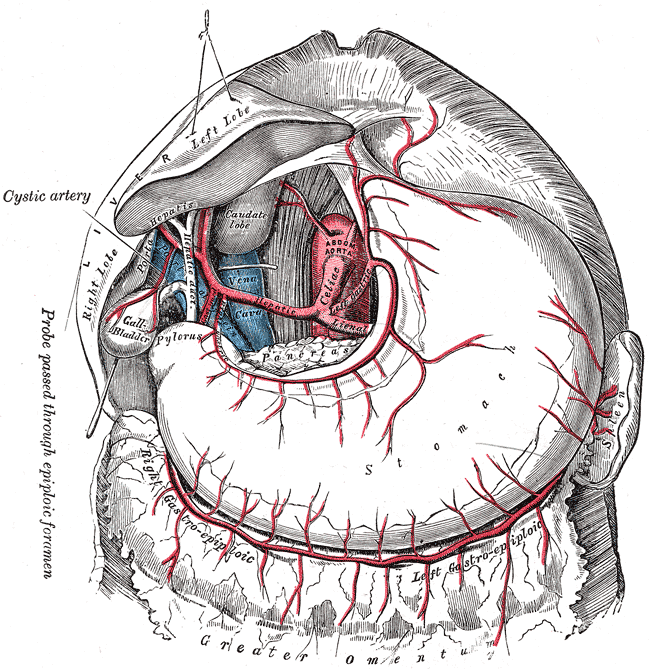
Az arteria celiaca és ágrendszere
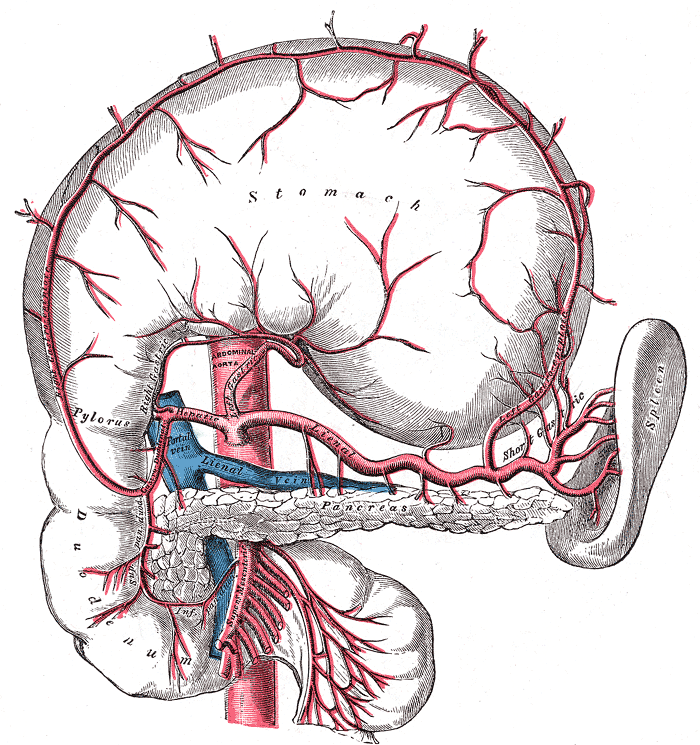
Az arteria celiaca és ágai
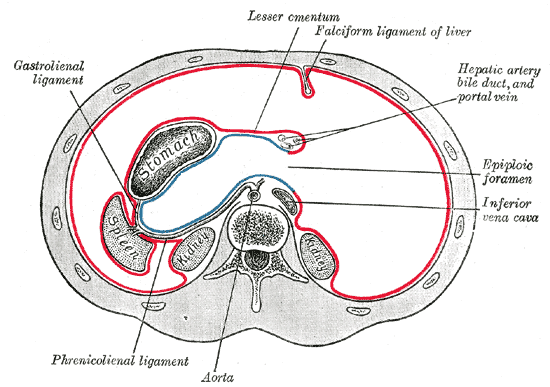
A hashártya helyzete a hasüreg felső részében horizontális metszetben
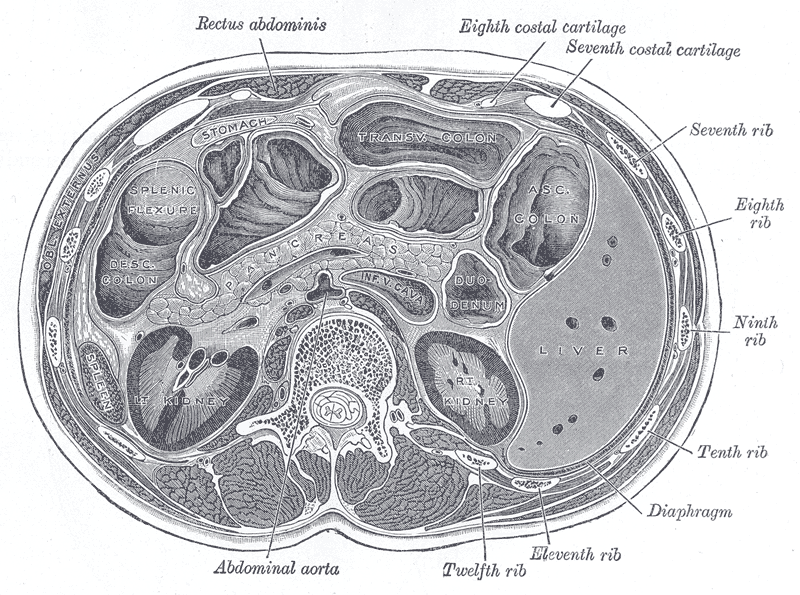
Harántmetszet az első ágyéki csigolya magasságában
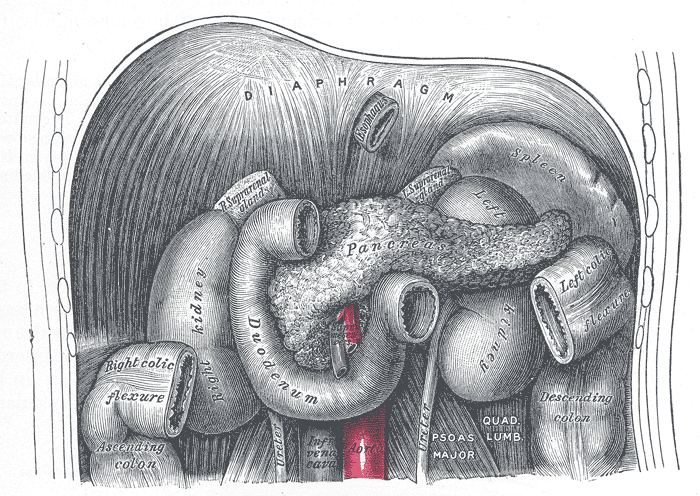
A patkóbél és a hasnyálmirigy
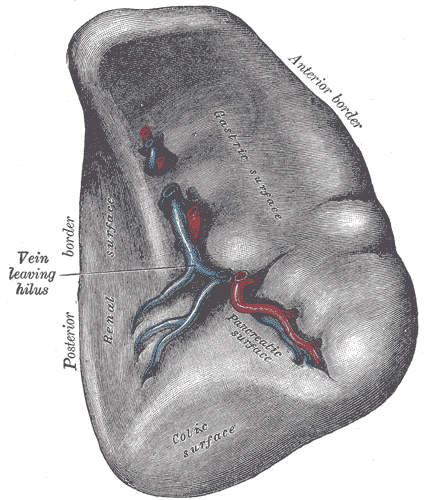
A lép zsigeri felszíne
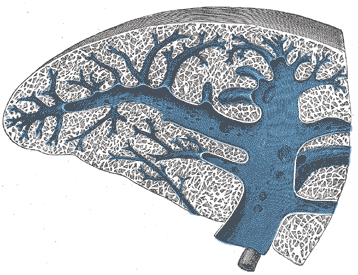
A lép keresztmetszete a kötőszövetes gerendák és a lépvéna ágainak feltüntetésével
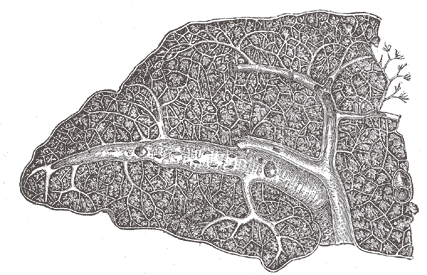
Az emberi lép keresztmetszete a lépartéria és ágrendszerének bemutatására
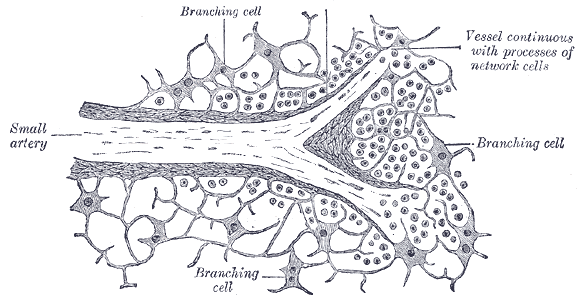
A lép metszete a kis artériák végződésének bemutatására
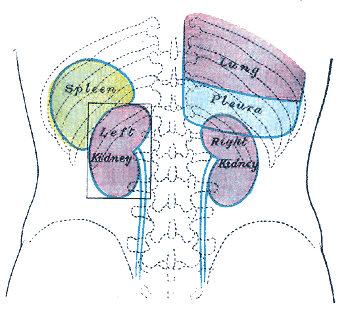
A háti felszín a vesék, a húgyvezetékek és a lép vetületének feltüntetésével
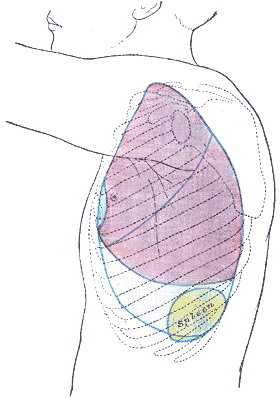
A mellkas oldalról, a tüdők (vörös), a mellhártya (kék), és a lép (zöld) vetületeivel
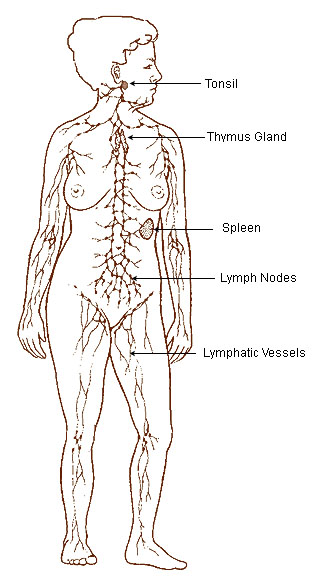
A nyirokrendszer